# Beardius breviculus
Beardius breviculus är en tvåvingeart som beskrevs av Andersen och Ole Anton Sæther 1985. Beardius breviculus ingår i släktet Beardius och familjen fjädermyggor.
Artens utbredningsområde är Panama. Inga underarter finns listade i Catalogue of Life.